# Test Schirmera

Test Schirmera

Test Schirmera – badanie wydzielania łez. Określa stopień podstawowego i odruchowego wydzielania łez. Używa się standaryzowanego paska bibuły o wymiarach 5 x 35 mm. Umieszcza się go w worku spojówkowym w ten sposób, że zagięty koniec paska o długości 5 mm tkwi pod dolną powieką od strony skroniowej, nie dotykając rogówki. Przy prawidłowym wydzielaniu powinno ulec zwilżeniu przynajmniej 10 mm paska w ciągu pięciu minut, licząc od krawędzi powieki. Słabsze zwilżanie świadczy o tym, że istnieje niedostateczne wydzielanie łez (zespół suchego oka).
Nazwa eponimiczna upamiętnia niemieckiego okulistę Ottona Schirmera, który opisał badanie w 1896 roku.